# Público (Spanje)
Público is een Spaanse nieuwswebsite die wordt gemaakt in Madrid en een nationale reikwijdte heeft. In het verleden verscheen er van público ook een papieren versie. Het blad is opgericht door Jaume Roures en verscheen voor het eerst op 26 september 2007. Het laatste papieren nummer verscheen op 24 februari 2012. De site is eigendom van Mediapro. 

## Inhoud
Público profileert zich als een centrumlinkse nieuwssite. Het staat dicht bij de socialistische partij: voormalig hoofdredacteur Felix Monteiro verliet in maart 2010 de redactie om staatssecretaris van Cultuur te worden in de tweede regering van José Luis Rodríguez Zapatero. Desalniettemin heeft de site een vrij pluralistisch karakter: meerdere medewerkers komen bij het rechtse El Mundo vandaan. Een ander belangrijk punt voor de krant is niet te centralistisch te zijn en ook nieuws uit andere gedeeltes van het land te brengen, waar het regelmatig aan schort bij de Madrileense concurrentie. 
Het was de enige grote Spaanse krant die zich specifiek op een jong publiek richt. Dit bleek een gat te zijn dat het andere grote linkse blad, El País, had laten vallen en is een verklaring voor de succesvolle beginjaren. Vele bekende Spanjaarden, van wie de meesten een jonger publiek aanspreken, hebben of hadden een column, onder anderen Berto Romero, Espido Freire, de in september 2010 overleden schrijver en politicus José Antonio Labordeta en de eveneens overleden Javier Ortiz. Het feit dat de krant dunner was dan de concurrentie, makkelijker leest en dus sneller te 'consumeren' is en in haar begindagen slechts 50 cent kostte, zijn ook bewuste keuzes om een jong publiek aan te spreken. 
Hoewel de site vele markante persoonlijkheden als columnist aan het woord laat, plaatst het geen redactionele stukken. Dit wordt gedaan vanuit de filosofie dat het op de markt gebracht wordt door een naamloze vennootschap die geen mening kan hebben, alleen mensen kunnen dat. Veel van de stukken worden door eigen journalisten met een duidelijk eigen profilering geschreven, uitgaande van het idee dat de lezer tegenwoordig geen behoefte meer hebben aan een encyclopedische opsomming van het nieuws, maar meer aan interpretaties. 
Ook bracht de krant geen supplementen uit, maar probeert het nieuws dat andere bladen in bijlages brengen te verwerken in het nieuws van dag tot dag. 
Er was zo'n 20% van de ruimte voor advertenties ingeruimd. Door grote schulden van het moederbedrijf heeft de redactie de uitgave van een papieren krant stop moeten zetten begin 2012. Sindsdien is de krant enkel nog te lezen op het internet.
Público had op doordeweekse dagen een gemiddelde dagelijkse oplage van 130.294 exemplaren.